# São Bento (Porto de Mós)
Pour les articles homonymes, voir São Bento.
São Bento est une freguesia portugaise située dans le District de Leiria.
Avec une superficie de 39,70 km2 et une population de 953 habitants (2001), la paroisse possède une densité de 24,0 hab/km2.